# Nicole Hess
Nicole Hess (* 22. Juli 1973 in Bad Homburg) ist eine deutsche Politikerin (AfD). Seit 2025 gehört sie dem Deutschen Bundestag an.

## Leben
Nach dem Abitur an der Philipp-Reis-Schule in Friedrichsdorf schloss sie 1995 eine Ausbildung zur Industriekauffrau bei der Linotype-Hell AG in Eschborn ab. 2013–2014 absolvierte Hess eine Ausbildung an der Deutschen Pop-Akademie in Frankfurt zur Sprecherin, Synchronsprecherin und Moderatorin.
Zudem erhielt sie 2022 einen Abschluss als Wildkräuter-Pädagogin an der Wildkräuter-Welt in Kronberg.
Nicole Hess ist  stellvertretende Bundessprecherin der Initiative freiheitlich konservativer Frauen Deutschlands e.V.

## Politische Laufbahn
Sie trat 2017 in die AfD ein. Seitdem ist sie ordentliches Mitglied im Landesfachausschuss Landwirtschaft, Umwelt- und Naturschutz, Jagd und Forst. Sie ist Mitglied im Kreisvorstand der AfD Hochtaunus.
Seit 2021 gehört sie dem Kreisvorstand der AfD Fulda an. Seit 2023 ist sie zudem Mitglied im AfD-Landesvorstand Hessen.
2024 kandidierte sie als Bürgermeisterkandidatin in Flieden bei Fulda, mit 17,8 % der Stimmen unterlag sie dem CDU-Kandidaten.
Nicole Hess wurde 2025 in den deutschen Bundestag gewählt.